# Kiichirō Hiranuma
Kiichirō Hiranuma (jap. 平沼 骐一郎 Hiranuma Kiichirō; ur. 28 września 1867 w Tsuyamie, zm. 22 sierpnia 1952 w Tokio) – japoński prawnik, polityk, 35. premier Japonii oraz przewodniczący Sūmitsuin (Tajnej Rady, 1888–1947).
Przed II wojną światową był twórcą i liderem japońskiej grupy nacjonalistycznej Kokuhonsha (Stowarzyszenie Podstaw Państwowości, 1924–1936).
W latach 1923–1924 minister sprawiedliwości, od stycznia do sierpnia 1939 roku premier. W latach 1936–1939 był wiceprzewodniczącym, a w 1945 roku przewodniczącym Tajnej Rady.
Po II wojnie światowej aresztowany przez Amerykanów i sądzony za zbrodnie wojenne, został skazany przez Międzynarodowy Trybunał Wojskowy dla Dalekiego Wschodu na karę dożywotniego więzienia. Na początku 1952 roku został warunkowo zwolniony z więzienia ze względu na podeszły wiek. Zmarł 22 sierpnia tego samego roku.